# Pusto Šilovo
Pusto Šilovo (em cirílico: Пусто Шилово) é uma vila da Sérvia localizada no município de Medveđa, pertencente ao distrito de Jablanica, na região de Goljak. A sua população era de 59 habitantes segundo o censo de 2011.

## Demografia
| 1948 | 1953 | 1961 | 1971 | 1981 | 1991 | 2002 | 2011 |
| ---- | ---- | ---- | ---- | ---- | ---- | ---- | ---- |
| 487  | 499  | 390  | 299  | 188  | 103  | 74   | 59   |